# Whitea fissicauda
Whitea fissicauda är en insektsart som beskrevs av Marius Descamps 1977. Whitea fissicauda ingår i släktet Whitea och familjen Thericleidae. Inga underarter finns listade i Catalogue of Life.